# Neoliberalismo
Neoliberalismo es una corriente de pensamiento económico y político que promueve la reducción del papel del Estado en la economía, la privatización de empresas y servicios públicos, así como la desregulación del mercado y la apertura comercial. Ha sido el modelo dominante desde finales del siglo XX hasta principios del XXI en gran parte del mundo debido al objetivo central de fomentar la eficiencia económica y el crecimiento a través del libre mercado. Esto último ha sido argumentado debido a la idea de que la competencia y la iniciativa privada generan prosperidad para la sociedad. 
Este modelo, heredero del liberalismo clásico, tiene su origen en el Coloquio Walter Lippmann, un encuentro en París organizado por intelectuales liberales para debatir el futuro del liberalismo en respuesta al auge del intervencionismo estatal, el fascismo y el comunismo. En este evento, economistas como Alexander Rüstow, Walter Lippmann y Friedrich Hayek discutieron la necesidad de renovar el liberalismo clásico, dando lugar a la noción de un «nuevo liberalismo» o «neoliberalismo».
En un sentido más actual, se refiere a una serie de teorías y propuestas económicas liberales que comenzaron a tomar relevancia durante la recesión de 1973 –cuestionando al keynesianismo dominante hasta entonces– y que alcanzaron su periodo de mayor influencia durante los años siguientes en occidente (reaganomics en los años 80 y el consenso de Washington en los años 90). Posteriormente perderían proyección tras la crisis económica de 2008. 
El economista Ha-Joon Chang señala como características principales del neoliberalismo el libre comercio, un Estado mínimo pero con un banco central autónomo encargado de la moneda, las privatizaciones, la reducción del gasto público, la desregulación financiera, la reducción de impuestos a las personas más ricas con el fin de impulsar una «economía de la oferta», bajo la «teoría del derrame», así como los «planes de ajuste estructural» y un apoyo al proceso de globalización.
El término se ha usado también para referirse a varias corrientes políticas que surgieron tras 1973 y que cuestionaban el modelo económico imperante en occidente (políticas económicas keynesianas muy arraigadas y políticas industriales avanzadas). El triunfo de movimientos políticos «neoliberales» como los gobiernos de Thatcher en Reino Unido (1979-1990) y el de Reagan en Estados Unidos (1981-1989), cambiaron el paradigma de las economías occidentales, dando paso a una legislación más laxa en cuanto a política arancelaria, rebajas de impuestos y una aceleración en el proceso de globalización económica. En Estados Unidos estas políticas económicas fueron conocidas como reaganomics.
También «neoliberalismo» se ha utilizado para referirse al cambio generalizado y gradual de la socialdemocracia y del progresismo hacia políticas e instituciones más preocupadas por promover el mercado, que son más amistosas con los negocios y la acumulación de capital.
En los últimos años, se ha asociado con resultados económicos y sociales negativos, razón por la cual mantiene connotaciones peyorativas. Aunque algunos prefieren llamarlo simplemente «liberalismo económico». Otras expresiones asociadas al neoliberalismo son «Consenso de Washington», «pro-mercado», «mercado libre», «libre comercio», «capitalismo financiero» y «monetarismo». El término «neoliberalismo» está asociado también a las privatizaciones y las reformas estructurales con el fin de reducir al mínimo o acabar con el estado del bienestar y el sistema de relaciones laborales apoyado en la negociación colectiva entre las empresas y los sindicatos, sistema que caracterizó la etapa previa, conocida como la edad de oro del capitalismo (1945-1973).
Al término también se lo asocia a diferentes pensadores, sociedades o escuelas de pensamiento según el autor que lo utilice, como Milton Friedman, la Escuela de Chicago, los Chicago Boys, los participantes al coloquio Lippmann, Alexander Rüstow, la escuela austriaca, Friedrich von Hayek,y a la sociedad Mont Pèlerin en su conjunto o en parte.

## Historia del término
El término Neoliberalismo fue acuñado en 1938 por el sociólogo y economista alemán Alexander Rüstow durante el coloquio Walter Lippmann celebrado en París. 
El término deriva del resurgimiento de las ideas asociadas al liberalismo clásico o primer liberalismo desde las décadas de 1970 y 1980. Al definir el neoliberalismo, Rüstow lo concibió como una economía social de mercado donde el Estado ofrecería educación pública gratuita, implementaría subsidios temporales para salarios y un seguro de desempleo obligatorio, asimismo, regularía el crecimiento empresarial desmedido y combatiría la desigualdad a través de impuestos sobre la herencia, todo con el propósito de obtener «una situación de vida lo más satisfactoria posible». Contradictoriamente, el concepto de Neoliberalismo se fue deformando y actualmente se emplea para definir a un sistema de tipo liberal minarquista, opuesto al del Estado planificador social e intervencionista planteado por Rüstow.
El significado del término neoliberalismo ha ido cambiando en el transcurso del tiempo y no es idéntico en todos los países del planeta. Es necesario, por ello, señalar los cambios de significado que han culminado en su uso a comienzos del siglo XXI, y las diferencias regionales en los países de habla castellana.
Las pesquisas realizadas sobre el tema revelan que la palabra fue usada por primera vez, de manera asistemática, por destacados economistas liberales, entre los que se cuentan:
- Ludwig von Mises. La edición inglesa (1927) de su libro Liberalismus usa incorrectamente el término neoliberalism para traducir lo que en alemán von Mises denominó neuen Liberalismus (nuevo liberalismo). En este libro Von Mises usa el término para designar a los socialistas que se hacen pasar por liberales (término que después reemplazó por seudoliberales), mientras que en su posterior libro, Socialismo, lo aplica a los liberales partidarios de la entonces nueva teoría subjetiva del valor, como Carl Menger.[19]
- Louis Baudin, en su obra de 1953, L'aube d'un nouveau libéralisme (El alba de un nuevo liberalismo), relata que el término neoliberalismo fue deliberadamente acuñado y usado para su posterior difusión en el coloquio de destacados pensadores liberales realizado en París en agosto de 1938, cuando ya se anunciaba la inevitabilidad de la Segunda Guerra Mundial. Su objetivo fue diferenciarse de la entonces desacreditado liberalismo político, al que se atribuía una importante responsabilidad por haber llegado a ese callejón sin salida. Participaron en el coloquio destacados líderes de opinión del movimiento liberal como Friedrich Hayek, Ludwig von Mises, Jacques Rueff, Alexander Rüstow, Wilhelm Röpke, Detauoff, John Bell Condliffe, Michael Polanyi y el propio Baudin.[19]
- Edgar Nawroth, en su libro Die Sozial-und Wirtschaftsphilosophie des Neoliberalismus (1961), califica como neoliberales a los partidarios de la Escuela de Friburgo) y de Múnich, destacando las contribuciones de Wilhelm Röpke y de Alexander Rüstow.
- Economistas del Centro de Investigación para la Comparación de Sistemas de Dirección Económica de la Universidad de Marburgo definieron al neoliberalismo como:

Un concepto global bajo en que se incluyen los programas de la renovación de la mentalidad liberal clásica, cuyas concepciones básicas del orden están marcadas por una inequívoca renuncia a las ideas genéricas del laissez faire y por un rechazo total a los sistemas totalitarios.

 Entre los rasgos esenciales del neoliberalismo incluyen la garantía legal de la libre competencia y la convicción de que al libre mercado deben agregarse otras consideraciones sociales.
- Alfred Müller-Armack, uno de los teóricos de la Economía social de mercado, acusa a los neoliberales (que no identifica con precisión) de «no haber prestado la debida atención a los problemas sociales y sociológicos».[28] De su obra surgen como posturas extremas el liberalismo tradicional o paleoliberalismo, el neoliberalismo que se le opone, y la intermedia Economía Social de Mercado.[19]
- En Latinoamérica el término suele usarse por sus detractores para hacer referencia al conjunto de políticas recomendadas en la década de 1990 por el Consenso de Washington, a las que consideran responsables de los problemas sociales de años posteriores a su aplicación, poniendo como ejemplo la crisis argentina del 2001.[19]
- En la última década del siglo XX y la primera del siglo XXI, el término ha sido crecientemente usado con carácter peyorativo. El escritor Mario Elgue, por ejemplo, afirma:[29]

Ya no quedan dudas de que el modelo neoliberal es incapaz de dar respuesta a los principales problemas que siguen aquejando a la sociedad: altos índices de desempleo, trabajo en negro, pobreza y exclusión social. Su debacle fue el resultado de la aplicación de las políticas del «derrame», según las cuales bastaba con el crecimiento de los grandes grupos concentrados, ya que estos últimos difundirían los beneficios hacia el resto de la sociedad productiva y laboral. Pues bien, ahora está claro que este «goteo» no llegó; que no hubo un correlato distributivo y de cohesión de la base social.

En consecuencia, y como es también usual con las diferentes acepciones del término liberal, no se puede hablar de una definición universalmente aceptada, uniforme en el espacio y constante en el tiempo, sino, solamente de usos del término neoliberalismo en diferentes contextos.
Otras opiniones sostienen que el neoliberalismo suele defender algunos conceptos filosóficos del viejo liberalismo clásico del siglo XIX, aunque sus alineamientos políticos y su implicación con ideas posteriores hacen de él una doctrina diferente de dicho liberalismo clásico. Originalmente el neoliberalismo era una filosofía económica surgida entre los eruditos liberales europeos en la década de 1930 que trataban de encontrar un «tercer camino» o un «camino entre medias» de la disputa que en ese momento se libraba entre el liberalismo clásico y la planificación económica propuesta por el socialismo. El impulso de desarrollar esta nueva doctrina surgió del deseo de evitar nuevos fracasos económicos tras la Gran Depresión y el hundimiento económico vivido en los primeros años de la década de 1930, fracasos atribuidos en su mayoría al liberalismo clásico.[cita requerida]
En la década de 1960 el uso del término se diluyó. Pero a partir de la década de 1970 y sobre todo de 1980, el término reapareció para definir a las nuevas ideas económicas que estaban siendo formuladas por la Escuela de Chicago, bajo el liderazgo de Milton Friedman, que a su vez inspiraron las reformas económicas realizadas en Chile durante la dictadura de Augusto Pinochet y Argentina bajo la dictadura autodenominada Proceso de Reorganización Nacional. El término también es a menudo asociado a los trabajos del economista liberal Friedrich Hayek, y se consolidó para referirse al conjunto de políticas económicas introducidas por Margaret Thatcher en el Reino Unido y Ronald Reagan en los Estados Unidos, y poco después a los principios que componen el Consenso de Washington de 1989, que establecieron las bases de la llamada globalización, iniciada luego de la derrota de la Unión Soviética en la Guerra Fría.
Entre las cuestiones ampliamente promovidas por el neoliberalismo moderno, destacan la extensión de la iniciativa privada a todas las áreas de la actividad económica o la limitación del papel del Estado. Entre las ideas y los principios introducidos por el neoliberalismo y ausentes en el liberalismo clásico, están el principio de subsidiariedad del Estado (desarrollado por los ordoliberales alemanes, que habían puesto en marcha algunas de sus propuestas en el denominado Milagro alemán de posguerra)[cita requerida] y, en especial, el monetarismo de la Escuela de Chicago encabezada por Milton Friedman, que, desde mediados de los años 50, se convirtió en crítico opositor de las políticas de intervención económica que se adoptaban en todo el mundo, junto con aportaciones del enfoque macroeconómico keynesiano.[cita requerida]

### Usos actuales
El uso y definición del término ha ido cambiando con el paso del tiempo y en la actualidad no hay un criterio unificado para determinar qué es «neoliberalismo», por lo que generalmente se lo utiliza como un término asociado a la derecha y es empleado de manera coloquial para englobar una gran diversidad de ideas muy dispares presentes dentro de los espectros del liberalismo económico y el conservadurismo liberal. En la actualidad el término mantiene sus connotaciones negativas y es utilizado por sus críticos como una condena general al liberalismo económico y sus políticas, esto es, la privatización de empresas estatales y la apertura y desregulación de los mercados. La adopción de las políticas neoliberales y la aceptación de su teoría económica desde la década de 1970 por la mayoría de los países desarrollados se ven, por parte de muchos economistas postkeynesianos, como la causa del hundimiento del sistema financiero internacional del año 2007 y 2008 que más tarde se manifestó en la llamada Gran Recesión.
A finales de los años 70 estas teorías ganaron amplia popularidad en el mundo académico y político como alternativa al fracaso del keynesianismo en la gestión de la crisis de 1973. Las ideas keynesianas sugerían una relación inversa entre inflación y desempleo, tal como sugiere la curva de Phillips. Sin embargo, Milton Friedman había señalado que esa relación no era necesaria, como quedó demostrado por el fenómeno de la estanflación. El nuevo escenario antiinflacionario desafiaba los postulados keynesianos, en esas circunstancias, las ideas monetaristas revivieron audiencia y credibilidad, como consecuencia se implementaron nuevas medidas antikeynesianas, como simultanear acciones antirrecesivas y antiinflacionarias. La crítica de los monetaristas tenía tres vertientes:[cita requerida]
1. Discutían el uso del aumento de la masa monetaria como instrumento para crear demanda agregada, recomendando mantener fija dicha magnitud;
2. Desaconsejaban el uso de la política fiscal, especialmente el uso del constante déficit presupuestario, poniendo en duda el multiplicador keynesiano;[39]
3. Recomendaban una reducción en los gastos del Estado como única forma práctica de incrementar la demanda agregada.[17]

La mayor parte de los aportes teóricos fueron rápidamente aceptados poniendo fin a la predominancia que el keynesianismo tenía en la mayoría de las escuelas de pensamiento económico desde la década de 1930. Tanto Margaret Thatcher como la administración de Ronald Reagan pusieron en práctica estas teorías con resultados desiguales. En el Reino Unido, se realizó una fuerte reducción en el tamaño del sector público que, si bien tuvo consecuencias negativas en el corto plazo en el terreno social, reactivó la economía y dio un gran dinamismo al sector productivo. En los Estados Unidos, similares medidas chocaron con el aparato político y la vocación militarista del entorno de Reagan, por lo que solo se logró crear un gran déficit fiscal (las iniciativas de reducción de impuestos prosperaron, pero no las de control del gasto social o del gasto militar, que eran las principales partidas del gasto público).
De estas experiencias y de las dificultades para aplicar esas políticas a países en desarrollo, surge una versión keynesiana con inclinación monetarista, que incorporaba la aversión al déficit presupuestario y a la fabricación de dinero, pero no al concepto de intervención pública en la economía (ejemplo Consenso de Washington, término acuñado en 1989 por el economista John Williamson, para referirse al tipo de políticas fiscales y monetarias recomendadas para los países en desarrollo por los organismos con sede en Washington, léase Banco Mundial, FMI, y el Departamento del Tesoro estadounidense, entre otros).[cita requerida]
Por ello se lo relaciona con la burocracia de los organismos públicos internacionales, debido a que sus políticas son principalmente impulsadas desde el Banco Mundial, la Organización Mundial del Comercio y el Fondo Monetario Internacional (FMI), organismos que no dependen de las Naciones Unidas y están por ello exentos del control directo de la comunidad internacional de países y a los que en ocasiones se acusa de ejercer presión política y extorsión. En la práctica, estas políticas toman como modelo de economía (salvo en lo referente al proteccionismo) a la estadounidense (véase: sistema americano, capitalismo democrático).
El neoliberalismo, como política burocrática y macroeconómica, tiene una dimensión geopolítica mercantilista ajena en la práctica al liberalismo económico propiamente dicho, es decir el neoliberalismo no es necesariamente sinónimo de mercado libre —sin trabas burocráticas ni privilegios sectoriales—, razón que explicaría que sea asociado al corporativismo internacional.[cita requerida]
En los años 1980, se asocia al conjunto de políticas económicas introducidas por Margaret Thatcher en el Reino Unido y Ronald Reagan en los Estados Unidos. Una vez que se estableció el nuevo significado del término entre los estudiosos de habla hispana, pronto empezó a ser habitual en los estudios económicos y políticos de autores anglosajones. Sin embargo, el concepto acuñado y usado en la actualidad sigue siendo objeto de rechazo entre los autodenominados liberales contemporáneos, debido a lo ambiguo y/o confuso de su definición, utilización y connotaciones negativas asociadas.
Para el otro sector de críticas, muchas de las medidas acusadas de neoliberales, entre las que se incluyen la globalización, lejos de ser negativas han sido las que han empujado a los países que se adherían a ellas un crecimiento medio 1,5 puntos superior al de aquellos otros países que no lo hicieron.[cita requerida] Para estos grupos, en su mayoría liberales, ha quedado demostrado que los países que más se adhirieron a lo que se conoce popularmente cómo «neoliberalismo globalista» tienen menos pobreza extrema que los que no han adherido. Afirman que los países que adoptan medidas de libre mercado reducen su pobreza y su desigualdad social. Para esto, aquellos defensores de muchas de las ideas, catalogadas popularmente, de neoliberales se apoyan en la correlación existente entre los países con mayor Libertad Económica y su tendencia a liderar el Índice de Desarrollo Humano, también aclarando que el crecimiento económico es una condición necesaria, pero no suficiente para el desarrollo humano.
Según Boas y Gans-Morse, el término neoliberalismo es utilizado por la izquierda peyorativamente para criticar las políticas de liberalización del sector privado tendentes a aumentar su rol en la economía. Hoy en día el uso del término se orienta a describir las políticas económicas que «eliminan los controles de precios, desregulan los mercados de capital y reducen las barreras al comercio», además de reducir la influencia del Estado en la economía, especialmente mediante la privatización y la austeridad fiscal.

## Orígenes

### Coloquio Walter Lippmann
En la década de los 30 el estado de ánimo general era antiliberal por la Gran Depresión. Para unir fuerzas un grupo de 25 liberales organizaron el coloquio Walter Lippman, un encuentro internacional que tuvo lugar en París en agosto de 1938. Entre estos liberales se encontraban Louis Rougier, Walter Lippmann, Friedrich von Hayek, Ludwig von Mises, Wilhelm Röpke y Alexander Rüstow. Rüstow, Lipmann y Rougier concluyeron que el liberalismo laissez faire había fracasado y que el nuevo liberalismo debía tomar el relevo. No obstante, Mises y Hayek no estaban convencidos de ello. Aun así, todos los participantes del coloquio se unieron en su llamado para un nuevo proyecto liberal. Sobre la base de la recomendación de Rüstow llamaron a este proyecto neoliberalismo.[cita requerida]
El planteamiento que emanó del coloquio estaba de acuerdo en alejarse de la idea de una libertad sin restricciones propia del liberalismo clásico y orientar la economía de mercado hacia una economía regentada por un estado fuerte. Fue, en definitiva, una forma de formular una «tercera vía».[cita requerida]
Durante el coloquio las diferencias entre los verdaderos liberales y los "liberales clásicos" se hicieron patentes. Mientras que los verdaderos liberales exigían la intervención del estado para corregir las estructuras del mercado indeseables, Mises siempre había insistido en que el único papel legítimo del Estado era abolir las barreras para la entrada en el mercado libre. También existían diferencias de opinión similares en otras cuestiones, como la política social y las posibilidades de intervencionismo.[cita requerida]

### Sociedad Mont Pélerin
Sin embargo, el neoliberalismo con algunas de las variantes por las que en la actualidad se le reconoce tiene su origen en la llamada Sociedad Mont Pélerin formada en Suiza a fines de la década de los 40 por iniciativa de economistas como Friedrich von Hayek o Ludwing Von Mises. Allí se reunieron algunos de sus principales pensadores, como Karl Popper o Henry Hazlitt. La Sociedad Mont Pelerin es una asociación multidisciplinaria creada, en palabras de sus propios fundadores y seguidores, para preservar los derechos humanos amenazados por la difusión de ideologías relativistas y afines a la extensión del poder arbitrario. No obstante, en la práctica, la SMP estuvo conformada por individuos con ideas muy divididas en cuanto a la libertad e intervencionismo como relató el propio Milton Friedman respecto a Ludwig von Mises quien en el primer encuentro celebrado por la Mont Pelerin Society, en el año 1947, en un punto del debate sobre la distribución del ingreso y un sistema tributario progresivo Mises se levantó, se dirigió a los presentes, entre quienes se encontraban Hayek, y proclamó «todos ustedes son un grupo de socialistas»; y salió de la habitación. También se aprecia esta división de ideas en lo que recoge Jorg Guido Hulsmann en su ensayo “Contra los neoliberales”:
La coexistencia dentro de la Sociedad Mont Pèlerin de grupos con orientaciones tan distintas era conocida por sus miembros. También era bastante evidente incluso para las incorporaciones. Un buen ejemplo fue Jean-Pierre Hamilius, un joven catedrático de empresa y economía en Luxemburgo, a quien Mises conocía por correspondencia. [...] El joven catedrático de Luxemburgo estuvo tomando notas y discutiendo ansiosamente los planes intervencionistas de diversos miembros que no eran todavía parte de “la vieja guardia”. Así, John van Sickle proponía gravar a los herederos ricos, Wilhelm Röpke estaba a favor de subsidios a los propietarios de viviendas y Otto Veit argumentaba que unos impuestos más duros no impedirían que los empresarios trabajaran.

## Políticas neoliberales
El neoliberalismo propone que se deje en manos de los particulares o empresas privadas el mayor número de actividades económicas posible. Igualmente propone una limitación del papel del Estado en la economía, la reducción del tamaño del Estado, es decir, una reducción del porcentaje del PIB controlado o administrado directamente por el Estado. Respecto a la actividad económica, el neoliberalismo propone la eliminación de restricciones y regulaciones, así como la apertura de fronteras para mercancías, capitales y flujos financieros.
Las políticas macroeconómicas recomendadas por teóricos o ideólogos llamados neoliberales (en principio recomendaciones a países tanto industrializados, como en desarrollo) incluyen:
- Políticas monetarias restrictivas: Aumentar tasas de interés o reducir la oferta de dinero hasta lograr una inflación cercana a cero y evitar el riesgo de devaluaciones de la moneda.
- Políticas fiscales restrictivas: Aumentar los impuestos sobre el consumo[cita requerida] y reducir los impuestos sobre la producción, la renta personal y los beneficios empresariales. También proponen eliminar regímenes especiales y disminuir el gasto público.[39]
- Liberalización/desregulación: Los partidarios de políticas neoliberales defienden la liberalización o desregulación para el comercio como para las inversiones por considerarlas positivas para el crecimiento económico. Igualmente se considera positiva la eliminación de muchas reglas y restricciones, reduciéndolas a un mínimo necesario (sobre todo la garantía del régimen de propiedad y de la seguridad). En particular abogan por aumentar la movilidad de capitales y la flexibilidad laboral.
- Privatización de empresas públicas: Se considera que los agentes privados tienden a ser más productivos y eficientes que los públicos y que el Estado debe achicarse para ser más eficiente y permitir que el sector privado sea el encargado de la generación de riqueza.[59]

[cita requerida]
En todos los casos, los teóricos denominados neoliberales afirman que la mejor manera de alcanzar la distribución de la riqueza y el bienestar de los individuos es mediante un crecimiento total del producto,[cita requerida] que por su propia dinámica permea al total de los integrantes de la sociedad (la llamada política del derrame económico); como liberales promueven «mediante el beneficio individual, alcanzar el beneficio de toda la sociedad».[cita requerida]

## Usos divergentes del término

### Uso liberal
Originalmente la teoría que limitaba el poder del Estado y entregaba la economía a los agentes privados era el liberalismo, y hasta bien entrado el siglo XX los partidarios de estas ideas siguieron siendo llamados liberales. Sin embargo, la crisis de 1929, el New Deal, el auge del keynesianismo, el incremento del gasto público y el rol del Estado en Occidente, condujeron a que el “liberalismo” modificado y adoptado por diversos gobiernos de los años 1980 recibiese otro nombre, siendo este el de neoliberalismo.[cita requerida]
Con neoliberalismo no se está haciendo alusión a una teoría política o económica en particular, sino más bien se está refiriendo a una generalización de escuelas y teorías económicas (muchas veces opuestas entre sí), por lo que resulta algo complejo compararlo con el liberalismo ortodoxo. Mientras el antiguo concepto de liberalismo resulta más claro de limitar.
Los defensores del liberalismo político y económico, especialmente el asociado al liberalismo clásico y el liberalismo libertario (p. ej., minarquismo) sostienen opiniones divergentes en general al respecto del neoliberalismo:
- Rechazan el uso antimercado o intervencionista del término neoliberalismo como una etiqueta falaz usada por algunos sectores de izquierda y de centro, e incluso de derecha, para descalificar sumariamente a sus adversarios políticos.[cita requerida]

Me considero liberal y conozco a muchas personas que lo son y a otras muchísimas más que no lo son. Pero, a lo largo de una trayectoria que comienza a ser larga, no he conocido todavía a un solo neo-liberal. [...] Un “neo” es alguien que es algo sin serlo, alguien que está a la vez dentro y fuera de algo, un híbrido escurridizo, un comodín que se acomoda sin llegar a identificarse nunca con un valor, una idea, un régimen o una doctrina. Decir “neo-liberal” equivale a decir “semi” o “seudo” liberal, es decir, un puro contrasentido. O se está a favor o seudo a favor de la libertad, como no se puede estar “semi embarazada”, “semi muerto”, o “semi vivo”. La fórmula no ha sido inventada para expresar una realidad conceptual, sino para devaluar semánticamente, con el arma corrosiva de la irrisión, la doctrina que simboliza, mejor que ninguna otra, los extraordinarios avances que al aproximarse este fin de milenio, ha hecho la libertad en el largo transcurso de la civilización humana.
Mario Vargas Llosa

[...] El sentido predominante que se le atribuye al término “neoliberalismo” es consecuencia de que los enemigos de la libertad han utilizado esa palabra como una sinécdoque, como anteriormente otros hicieron con la palabra social a la que convirtieron en una antífrasis. Y otros, antes aún, con la palabra liberal, a la que le pasó lo mismo.
De esta manera, a través de la retórica y sus mecanismos, los liberales perdemos en el debate político lo que ganamos en el campo de las contribuciones científicas. Probablemente haya muy pocas doctrinas que, como el liberalismo, hayan perdido tantos términos a manos de sus enemigos en el debate político.
[...] Despojar al liberalismo de una cierta arrogancia intelectual resulta, así imprescindible. Con ejemplos como lo sucedido con el término “neoliberalismo” debería bastarnos para entenderlo, porque aunque “words are signals for ideas, not ideas”, como quería Spencer. Perder nuestros términos por una mayor habilidad de nuestros oponentes se presenta como un error muy lamentable que amenaza periódicamente nuestra identidad.
Ser liberal no significa lo mismo en todos los países. Algunos de nuestros conceptos más preciados, como justicia, estado de derecho o propiedad, han sido tergiversados por adjetivos semánticamente predatorios. Y, en el colmo de la paradoja, quieren nuestros rivales asociarnos con ideas, políticas o gobiernos que nos resultan ajenos. Todo ello es de por sí un precio muy alto a pagar por no haber advertido la importancia de este debate y el daño que pueden causar las palabras cuando son retóricamente manejadas. [...]
Enrique Ghersi

- En general unos opinan que la reducción del Estado debe ser real hasta limitarlo a lo completamente imprescindible mientras otros, inspirados por pensadores como Hayek, no son contrarios a ciertos efectos redistributivos o que el gobierno pueda proveer de ciertos bienes que el mercado es incapaz. Todo esto, siguiendo como base los principios liberales clásicos y no los neoliberales (aquí algunos liberales identificarían el término neoliberalismo con el fenómeno del corporativismo). Consideran que parte importante de la derecha política, a la cual se oponen, se reduce al mercantilismo empresarial y político, esto es la entrega de preferencias a grupos de presión, multinacionales, o a socios del sector privado del poder político.[63]

De igual forma, los liberales rechazan a los organismos internacionales o públicos supraestatales (FMI, OMC, BM, etc.) debido a que los consideran “monstruos burocráticos, intervencionistas e inútiles” que serían responsables del mantenimiento de regímenes corruptos e ineficientes que no podrían conseguir crédito en el mercado libre, y de establecer una liberalización del comercio internacional regulada, planificada por instancias keynesianas y no por agentes privados, lo cual conduciría al corporativismo en vez de al capitalismo.

### Usos históricos
No se puede dar una definición estática de neoliberalismo debido a que su significado ha ido cambiando en el transcurso del tiempo y no es idéntico en todos los países del planeta. Las pesquisas realizadas sobre el tema revelan que la palabra fue usada por primera vez, de manera asistemática, por destacados economistas liberales, entre los que se cuentan:
- Ludwig von Mises. La edición inglesa (1927) de su libro Liberalismus usa el término neoliberalism para traducir lo que en alemán Mises denominó neuen Liberalismus (nuevo liberalismo). En este libro, Mises usa el término para designar a los socialistas que se hacen pasar por liberales (término que después reemplazó por seudoliberales), mientras que en su posterior libro, Socialismo, lo aplica a los liberales partidarios de la entonces nueva teoría subjetiva del valor, como Carl Menger.[67]
- Louis Baudin, en su obra de 1953, L'aube d'un nouveau libéralisme (El alba de un nuevo liberalismo), relata que el término neoliberalismo fue deliberadamente acuñado y usado para su posterior difusión en el coloquio de destacados pensadores liberales realizado en París en agosto de 1938, cuando ya se anunciaba la inevitabilidad de la Segunda Guerra Mundial. Su objetivo fue diferenciarse del entonces desacreditado liberalismo político, al que se atribuía una importante responsabilidad por haber llegado a ese callejón sin salida. Participaron en el coloquio destacados líderes de opinión del movimiento liberal como Friedrich Hayek, Ludwig von Mises, Jacques Rueff, Alexander Rüstow, Wilhelm Röpke, Detauoff, John Bell Condliffe, Michael Polanyi y el propio Baudin.[67]
- Edgar Nawroth, en su libro Die Sozial-und Wirtschaftsphilosophie des Neoliberalismus (1961), califica como neoliberales a los partidarios de la Escuela de Friburgo y de Múnich, destacando las contribuciones de Wilhelm Röpke y de Alexander Rüstow, partidarios de la Economía Social de Mercado y de la coordinación del libre mercado, así como del estado de bienestar.[67]
- Economistas del Centro de Investigación para la Comparación de Sistemas de Dirección Económica de la Universidad de Marburgo definieron al neoliberalismo como: Un concepto global bajo en que se incluyen los programas de la renovación de la mentalidad liberal clásica, cuyas concepciones básicas del orden están marcadas por una inequívoca renuncia a las ideas genéricas del laissez faire y por un rechazo total a los sistemas totalitarios.[67]

- Alfred Müller-Armack, uno de los teóricos de la Economía social de mercado, acusa a los neoliberales (que no identifica con precisión) de "no haber prestado la debida atención a los problemas sociales y sociológicos".[69] De su obra surgen como posturas extremas el liberalismo tradicional o paleoliberalismo, el neoliberalismo que se le opone, y la intermedia Economía Social de Mercado.[67]

- En Latinoamérica el término suele usarse por sus detractores para hacer referencia al conjunto de políticas recomendadas en la década de 1990 por el Consenso de Washington, a las que consideran responsables de los problemas sociales de años posteriores a su aplicación, poniendo como ejemplo la crisis financiera de Ecuador de 1999 o la crisis argentina del 2001.[67] Dentro de esta línea de pensamiento, el politólogo Emir Sader considera que el neoliberalismo no es una simple política económica, sino más bien un «proyecto hegemónico internacional» promovido principalmente por Estados Unidos a través de la implantación de una ideología basada en el libre comercio.[70]

- En la última década del siglo XX y la primera del siglo XXI, el término ha sido crecientemente usado con carácter peyorativo. El escritor Mario Elgue, por ejemplo, afirma:

Ya no quedan dudas de que el modelo neoliberal es incapaz de dar respuesta a los principales problemas que siguen aquejando a la sociedad: altos índices de desempleo, trabajo en negro, pobreza y exclusión social. Su debacle fue el resultado de la aplicación de las políticas del "derrame", según las cuales bastaba con el crecimiento de los grandes grupos concentrados, ya que estos últimos difundirían los beneficios hacia el resto de la sociedad productiva y laboral. Pues bien, ahora está claro que este "goteo" no llegó; que no hubo un correlato distributivo y de cohesión de la base social.

En consecuencia, y como es también usual con las diferentes acepciones del término liberal, no se puede hablar de una definición universalmente aceptada, uniforme en el espacio y constante en el tiempo, sino solo de usos del término neoliberalismo en diferentes contextos.

## Críticas

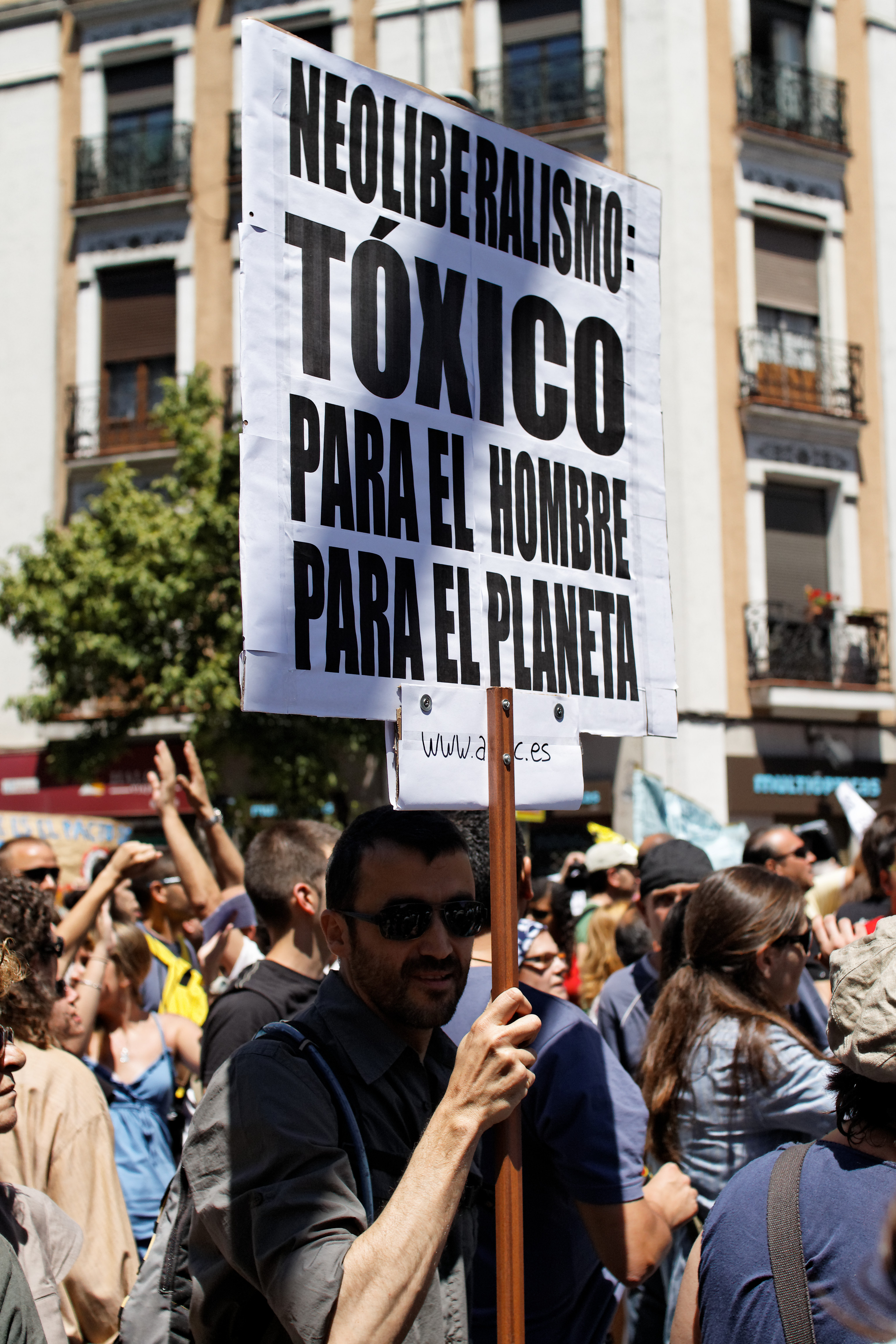
Manifestantes el 19 de junio de 2011 en Madrid, dirigiéndose hacia Atocha por la calle Ronda de Valencia. La pancarta reza: «Neoliberalismo: Tóxico, para el hombre, para el planeta».

El neoliberalismo ha recibido críticas desde todos los sectores ideológicos y académicos. Especialmente ha sido criticado por sus componentes especulativos y su incapacidad para proveer respuestas satisfactorias a problemas como la inequidad en materia de salud, el estancamiento de los salarios, la deslocalización económica debido a la globalización, la pérdida de empleos y la inseguridad económica debido a la tecnología y la automatización, desde escuelas sustentadas en la cultura y valorización del trabajo y la producción.

### Fundamentalismo de mercado
El economista Joseph Stiglitz denomina al neoliberalismo "fundamentalismo del mercado", ya que, como ideología económica, sirve a los intereses de una minoría saltándose los controles y el funcionamiento de las democracias.
El término, a veces, es usado para referirse a cualquier posición que se oponga a limitar los mercados o reducir la intervención del Estado en la economía. En ocasiones el término se ha usado como término peyorativo o descalificatorio para personas que arguyen en favor de una economía de mercado, usando la palabra como sinónimo de corporativismo.
Según algunos autores, el neoliberalismo es un liberalismo heterodoxo, desgajado del tronco principal de la ideología burguesa del que procede. Considera al neoliberalismo propio del estado de bienestar implantado en los países capitalistas más desarrollados después de 1945, del que sería uno de los tres pilares básicos, junto a la democracia cristiana y la socialdemocracia, con los que considera que hubo una convergencia ideológica tras 1945 en torno al Estado social. Sectores sindicales lo usan asimismo como epíteto frente a los intentos de recortar derechos laborales, conseguidos tras largos años de lucha.
Sus críticos sostienen que el neoliberalismo multiplica dramáticamente el impacto de las crisis de confianza, culpabilizándolo del alcance de diversas crisis financieras a escala más o menos global, ocurridas entre 1990 y 2008 (ponen de ejemplo el Efecto Tequila de 1994 o la Crisis asiática de 1997). También consideran que las políticas de control del gasto público generan problemas crecientes de tensión, exclusión y violencia social en determinados países. En América Latina por ejemplo es común identificar el término «neoliberal» con las recomendaciones del Consenso de Washington.
Algunos economistas institucionalistas consideran que las políticas neoliberales minusvaloran la influencia que el gasto público ha tenido históricamente en muchos casos tanto en el crecimiento como para el desarrollo (comparar históricamente ejemplos de países industrializados); para la protección de nuevos sectores vulnerables de la economía y la población; y para la estabilidad social y económica en general. También se ha señalado que las políticas neoliberales minusvaloran los efectos negativos de la desigualdad económica y el hecho de que los impuestos sobre el consumo son regresivos e impactan más sobre los contribuyentes de menos ingresos.

### Neoliberalismo como proyecto de clase
David Harvey describió al neoliberalismo como un proyecto de clase diseñado para imponer un determinado sistema de clases en la sociedad a través del liberalismo. El economista David M. Kotz sostiene que el neoliberalismo se basa «en la dominación completa del trabajo por el capital». La aparición del llamado «precariado», una nueva clase fruto de la inseguridad socioeconómica aguda y la alienación, se ha atribuido a la globalización del neoliberalismo.
El sociólogo Thomas Volscho, afirmó que la imposición del neoliberalismo en los Estados Unidos surgió de una movilización política premeditada por parte de las élites capitalistas en la década de 1970 ante la necesidad de abordar dos crisis: la legitimidad del capitalismo y la rápida reducción de la rentabilidad en la industria. Diversas líneas de pensamiento neoliberales, como el monetarismo o la economía de la oferta, habrían ganado influencia gracias a su impulso por parte de las élites en las políticas de la Administración Reagan, y que en última instancia habría conducido a una menor regulación gubernamental y un cambio en el modelo de financiación del Estado, que habría pasado de depender de los impuestos a depender de la deuda. Mientras que la rentabilidad de la industria y la tasa de crecimiento económico alcanzados en el ciclo alcista de la década de 1960 nunca se volverían a ver, el poder político y económico de las grandes corporaciones (Wall Street) y del capital financiero se habría incrementado enormemente debido a la necesidad del Estado de financiar su deuda.

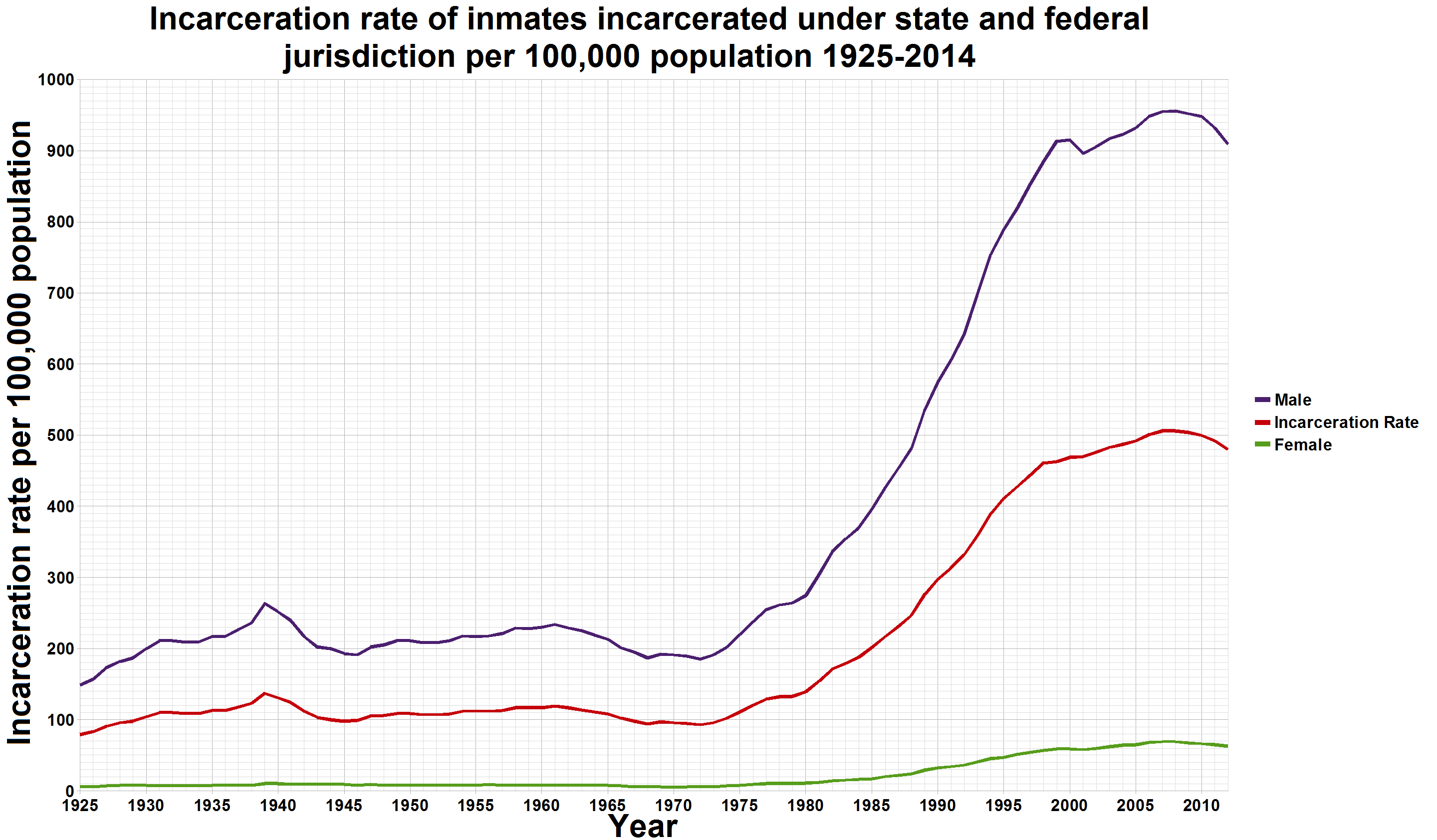
Evolución de la tasa de encarcelamiento en Estados Unidos entre 1925 y 2013.

Numerosos investigadores han vinculado el auge del neoliberalismo con un aumento en masa de la tasa de encarcelamiento de personas pobres en Estados Unidos. El influyente sociólogo Loïc Wacquant, argumenta que el resultado de las políticas neoliberales respecto a la inestabilidad social en las poblaciones económicamente marginadas, fruto de la aplicación de las propias políticas neoliberales, han conducido a una reducción del estado del bienestar, que se ha sustituido por un sistema punitivo workfare (ayudas sociales condicionadas), al aumento de la gentrificación de las zonas urbanas, a la privatización de servicios públicos, a la disminución de las protecciones colectivas de la clase obrera, debido a la desregulación de la economía, y al aumento de los trabajos asalariados mal pagados. Por lo tanto concluye que se ha instaurado una «precarización del trabajo que encierra una criminalización de la pobreza que deriva en una encarcelación masiva». Mientras, el sistema es muy indulgente con las clases más altas de la sociedad, y delitos económicos propios de las clases privilegiadas y las empresas como el fraude, la malversación, el abuso de información privilegiada, el fraude crediticio o a los seguros, el lavado de dinero, la violación de las leyes de comercio o del trabajo, apenas son castigados. De acuerdo con Wacquant, el neoliberalismo no encoge al gobierno, sino que crea un Estado centauro que supervisa escasamente a quienes se encuentran en niveles superiores, mientras impone un estricto control sobre los desfavorecidos.
En la ampliación de su tesis, el sociólogo y economista político John L. Campbell, del Dartmouth College, sugiere que la privatización en Estados Unidos del sistema penitenciario ejemplifica el concepto de Estado centauro:

Por un lado, se castiga a la clase baja, que llena las cárceles. Por otro lado, esto beneficia a la clase alta, propietaria de las prisiones, mientras que los empleados que ejecutan el trabajo son la clase media.

Añade que el sistema penitenciario estadounidense beneficia a las empresas gracias a la externalización, y los internos pasan poco a poco a convertirse en una fuente de mano de obra barata para algunas corporaciones de Estados Unidos. Tanto a través de la privatización como de la externalización, el «Estado penal» que impera en Estados Unidos es un reflejo del neoliberalismo, sostiene Campbell. El mismo autor dice que además de que el neoliberalismo estadounidense estableció un «Estado penal» para los pobres, también estableció un «Estado deudor» para la clase media, con efectos negativos para ambos en sus respectivos objetivos: crecientes tasas de encarcelamiento entre la clase baja y aumento de las tasas de endeudamiento —y recientemente de las ejecuciones hipotecarias—, entre las clases medias.
El profesor de ciencias políticas de la Universidad de York, David McNally, sostiene que si bien se han reducido las inversiones en programas de bienestar social, los gastos en la construcción de prisiones han aumentado significativamente durante la era neoliberal, con ejemplos como el de California, que puso en marcha «el mayor programa de construcción de prisiones en toda la historia del mundo». El académico Bernard Harcourt afirma que la posición neoliberal de que el «Estado es inepto a la hora de regular la economía, pero eficiente en el ámbito policial y penal» ha facilitado la encarcelación en masa en Estados Unidos. Tanto Wacquant como Harcourt han denominado a este fenómeno «penalti neoliberal».

### Abandono de la infraestructura
Nicolás Firzli argumentó que el auge del neoliberalismo erosionó el consenso político de posguerra en Reino Unido y el centrismo republicano en Estados Unidos propio del gobierno de Eisenhower, que había hecho posible la asignación masiva de capital público para proyectos de infraestructura a gran escala en las décadas de 1950, 1960 y 1970, tanto en Europa como en América del Norte:

En la era pre-Reagan, la inversión en infraestructura tenía connotaciones apolíticas y se veía como algo positivo, visión compartida por tecnócratas, economistas y políticos (...) entre ellos el presidente Eisenhower, un líder republicano pretoriano que había defendido la inversión en el sistema nacional de carreteras de Estados Unidos (...) Pero Reagan, Thatcher, Delors y sus admiradores: «clintonianos», el Nuevo Laborismo y los socialdemócratas de la Unión Europea, que toman las decisiones en Bruselas, trataron de desmantelar las generosas subvenciones estatales para infraestructura social y el transporte público en Estados Unidos, Reino Unido y la Unión Europa, centrándose en las llamadas «autopistas de la información», redes sociales y videojuegos de nueva creación, la especulación inmobiliaria generosamente alimentada por subsidios públicos masivos, vacaciones fiscales para invasores corporativos (como el capitalismo buitre de Lakshmi Mittal, que destruyó la industria del acero en Francia e Inglaterra con la bendición de Bruselas) y los derivados crediticios tóxicos que intentan pasar por «innovación financiera».

### Populismo neoliberal
También está presente la crítica al sindicalismo, la inmigración, la política institucional en favor del libre mercado desregularizado y los gobiernos tecnocráticos, así como el desarrollo de las teorías del fin de la historia de Francis Fukuyama son sus bases ideológicas. Se asemeja a la teoría del Capitalismo como religión y al fundamentalismo de mercado. Otra de las características del populismo neoliberal según el sociólogo Patricio Segura es la aversión a la reflexión, tanto como hábito individual como colectivo, apelando a un "sentido común" de las masas en detrimento de la capacidad crítico-reflexiva.
Éric Fassin vincula el destino del neoliberalismo al del populismo, ya que el primero genera el tipo humano desarraigado, desvinculado, descreído y desprotegido, que está en condiciones de enrolarse en la política populista.

## Posneoliberalismo
Desde la Crisis de 2008 y especialmente luego de la pandemia de COVID-19 diversos especialistas y medios de comunicación  han comenzado a señalar el ocaso de la Era neoliberal, así como la multiplicación de proyectos y centros académicos orientados a elaborar nuevos principios y herramientas teóricas para reemplazar al neoliberalismo.
En 2018 la Fundación Hewlett destinó 10 millones de dólares con el objetivo de financiar «una manera diferente de pensar la economía política y los términos de un nuevo contrato social para el siglo XXI», que permita la emergencia de un nuevo paradigma intelectual que vaya «más allá del neoliberalismo».
Por su parte, el pensador estadounidense Francis Fukuyama, célebre por haber sostenido que la victoria de Estados Unidos en la Guerra Fría significaba el «fin de la historia» y el triunfo final de la economía de libre mercado, comenzó a sostener en 2018 que «los neoliberales fueron demasiado lejos. Ahora hacen falta más políticas socialdemócratas». Fukuyama sostiene que «este período extendido, que comenzó con Reagan y Thatcher, en el que se impusieron ciertas ideas sobre los beneficios de los mercados no regulados, tuvo un efecto desastroso en muchos aspectos. En la igualdad social, ha llevado a un debilitamiento de los sindicatos, del poder de negociación de los trabajadores ordinarios, el surgimiento de una clase oligárquica en casi todas partes que luego ejerce un poder político indebido. En cuanto al papel de las finanzas, si hay algo que aprendimos de la crisis financiera es que hay que regular estrictamente el sector, porque ellos harán que todos los demás paguen».
En 2022, el tradicional periódico británico Financial Times, considerado como uno de los principales medios que defienden los principios del libre mercado y la desregulación económica,, en un artículo titulado «Las nuevas reglas para los negocios en un mundo post-neoliberal», sostuvo que el pensamiento neoliberal en los Estados Unidos «está siendo reemplazado por una política más intensiva" y que muchos centros de las principales universidades, entre ellos la Universidad de Harvard, están desarrollando programas con «el objetivo de reemplazar los paradigmas políticos neoliberales», buscando «convertirse en el epicentro de un pensamiento económico renovado, del mismo modo que la Universidad de Chicago fue el epicentro de neoliberalismo».
Sumado a todo lo anterior, distintos autores han coincidido en señalar que las transformaciones geopolíticas llevadas a cabo tras la invasión rusa de Ucrania en febrero de 2022 y las dudas y críticas en torno a los beneficios del libre comercio que además de los lugares habituales —como sindicatos o movimientos antiglobalistas— han pasado a incluir a distintos movimientos nacionalistas han puesto de nuevo en primer plano los debates sobre el neoliberalismo por lo que la elección de Donald Trump, quien regresó para un segundo mandato presidencial en 2024 gracias al apoyo de muchos de estos grupos, puede ser interpretada como un cambio en la política exterior de los Estados Unidos hacia un plano donde es cuestionado el neoliberalismo en la forma en que se había conocido hasta entonces promoviendo en su lugar un proteccionismo económico. El que la primera potencia económica, política y militar del mundo amague con renunciar al neoliberalismo bien puede ser considerado como un punto de inflexión cuando no de fin de esta doctrina económica.

## Neoliberalismo en América del Norte

### México
A mediados de la década de 1980 en México, el Gobierno Federal era propietario u operador de alrededor de 1150 empresas de todo tipo, desde cadenas y productoras de cine y televisión, hoteles, inmobiliarias, mineras, ingenios azucareros, automotrices, siderúrgicas, pesqueras, transbordadores; también fue el caso de PEMEX y de la Comisión Federal de Electricidad.[cita requerida]
En 1988, tras una polémica elección presidencial, el economista Carlos Salinas de Gortari llegó a la Presidencia, imponiendo el modelo económico neoliberal en el país. La privatización de la banca se llevó a cabo mediante una reforma Constitucional a los artículos 28 y 123 que fueron aprobados el 12 de mayo de 1990 en la Cámara de Diputados y el 21 de mayo en el Senado. Guillermo Ortiz Martínez, Subsecretario de Hacienda con Salinas, fue uno de los responsables de este proceso.[cita requerida]
Con este proceso se pretendía la descentralización y democratización del capital, con el argumento de una mayor competencia, ya que en 1994 se autorizó la entrada de bancos extranjeros. Sin embargo, hoy en día alrededor del 80 % de la banca es extranjera y se ha concentrado en pocas manos, lo que es consecuencia de las decisiones de Salinas y de sus sucesores en la Presidencia de la República.[cita requerida]
Con los ingresos de las privatizaciones se obtuvo casi el equivalente a 23 000 millones de dólares, los cuales fueron utilizados para amortizar la deuda pública interna. Con estos recursos se logró una disminución de la deuda interna, en 1988 era del 19 % y para 1994 fue del 6 %. Dando como resultado una disminución de los pagos de intereses y logrando un crecimiento en el gasto social.
En 1991, México tenía a dos hombres con una fortuna superior a los 1000 millones de dólares en la lista de Forbes. En 1994, al final del sexenio de Salinas, ya eran 24. Y el más acaudalado de todos era Carlos Slim, beneficiario de la privatización de Telmex.
Durante los mandatos de los presidentes Ernesto Zedillo, Vicente Fox, Felipe Calderón y Enrique Peña Nieto, se continuó con la política de privatización, apuntando principalmente al sector energético y educativo, a pesar de las numerosas manifestaciones de inconformidad popular.
En el año 2018, con la llegada a la Presidencia del nacionalista y opositor al modelo neoliberal, Andrés Manuel López Obrador, se puso fin a las prácticas de privatización y de rescate a las empresas privadas con recursos públicos.

## Neoliberalismo en Latinoamérica
En la década de 1960 un grupos de intelectuales pro-mercado de América Latina, principalmente chilenos, comenzaron a identificarse con las ideas de la Escuela de Friburgo, conocida también como ordoliberalismo, y su implementación en Alemania y España. Estos intelectuales tradujeron al español la palabra en alemán neoliberalismus, tomándola del economista de Friburgo, Wilhelm Röpke. Con ese sentido, inicialmente, la palabra «neoliberalismo», se refería a un pensamiento más moderado que el liberalismo clásico, que promovía la intervención del Estado para reducir la desigualdad social y combatir el monopolio, identificando al neoliberalismo con el llamado «milagro alemán» de la postguerra.
En la década de 1980, el término «neoliberalismo» comenzó a ser utilizado para hacer referencia crítica a la política económica de la dictadura de Augusto Pinochet en Chile, y la de Jorge Rafael Videla en Argentina. Por su parte, los economistas pro libre mercado, utilizaban la expresión «autores liberales» para referirse a las mismas políticas económicas. En las décadas siguientes, ambas expresiones, neoliberalismo y liberalismo, se consolidaron para denominar el mismo set de doctrinas económicas, por parte de sus críticos y defensores, respectivamente.

### Argentina
En 1976, el plan económico de la dictadura militar liderado por Martínez de Hoz fue el primero de los intentos de establecer un programa neoliberal en Argentina. Implementaron un plan de austeridad fiscal, cuyo objetivo era reducir la impresión de dinero y, por lo tanto, la inflación. Para lograr esto, los salarios se congelaron, pero no pudieron reducir la inflación, lo que llevó a una caída en el salario real de la clase trabajadora. Con el objetivo de lograr un mercado libre, también decidieron abrir las fronteras del país para que los productos extranjeros pudieran ingresar libremente al país. La industria argentina, que había estado aumentando durante los últimos 20 años desde el plan económico de Frondizi, declinó rápidamente porque no podía competir con productos extranjeros. Finalmente, la desregulación del sector financiero dio un crecimiento a corto plazo, pero luego se derrumbó rápidamente cuando el capital huyó a los Estados Unidos en los años de Reagan. Tras las medidas, hubo un aumento de la pobreza del 9 % en 1975, al 40 % a fines de 1982. Sin embargo, frente a la concepción clásica de la política económica neoliberal durante el Proceso de Reorganización existen autores que divergen de la misma, siendo esta política económica calificada  de índole gradualista y por otros expertos como desarrollista. Además, en su libro "Joe" el economista se declara gradualista y admite no haber podido aplicar políticas más liberales o de shock por la intensa guerrilla que se vivía y que ponía la paz social en peligro. Por otro lado, la consideración de una política más moderada y sin reformas profundas, coincide con Videla que también describió a su gestión económica como condicionada por la guerrilla. De este modo, no existe consenso claro de la ideología que marcó la política económica.
De 1989 a 2001, otro plan que es atribuido al neoliberalismo fue liderado por el presidente Peronista Carlos Saúl Menem con gran apoyo de todo el arco del PJ.  Su ministro de Economía fue Domingo Cavallo. Esta vez, la privatización de los servicios públicos fue el principal objetivo del gobierno; aunque también se volvieron a implementar la desregulación financiera y las fronteras abiertas a los bienes extranjeros[cita requerida]. Si bien algunas privatizaciones fueron bienvenidas, la mayoría de ellas fueron criticadas por no estar en el mejor interés de la gente. Junto con una mayor flexibilidad en el mercado laboral, el resultado final de este plan fue una tasa de desempleo del 18,3 % y el 54 % de las personas que viven por debajo del umbral de la pobreza. Como conclusión, algunos sectores del liberalismo argentino consideran que Menem fue lo más cercano a un Gobierno liberal que pudo haber tenido el país desde 1945 en adelante. Otros, en cambio, sostienen que, más allá de algunas medidas de corte liberal, el Gobierno de Menem, en todo caso, se ha parecido más a un capitalismo de amigos. La revolución liberal que ayudó a superar la hiperinflación argentina de 1989-1990 fue una experiencia que duró muy poco. Una vez superada y a poco de ingresar grandes cantidades de inversiones extranjeras, gracias a las privatizaciones, el país siguió con su costumbre de mantener un gasto público descontrolado, junto a un fuerte endeudamiento, emisión monetaria y corrupción. Esto terminó llevando a la crisis de diciembre de 2001 en Argentina, que causó la renuncia del presidente Fernando De la Rúa. Fue reemplazado por el peronista Adolfo Rodríguez Saá, quien declaró el default, y por Eduardo Duhalde y derogó la ley de convertibilidad.

### Chile

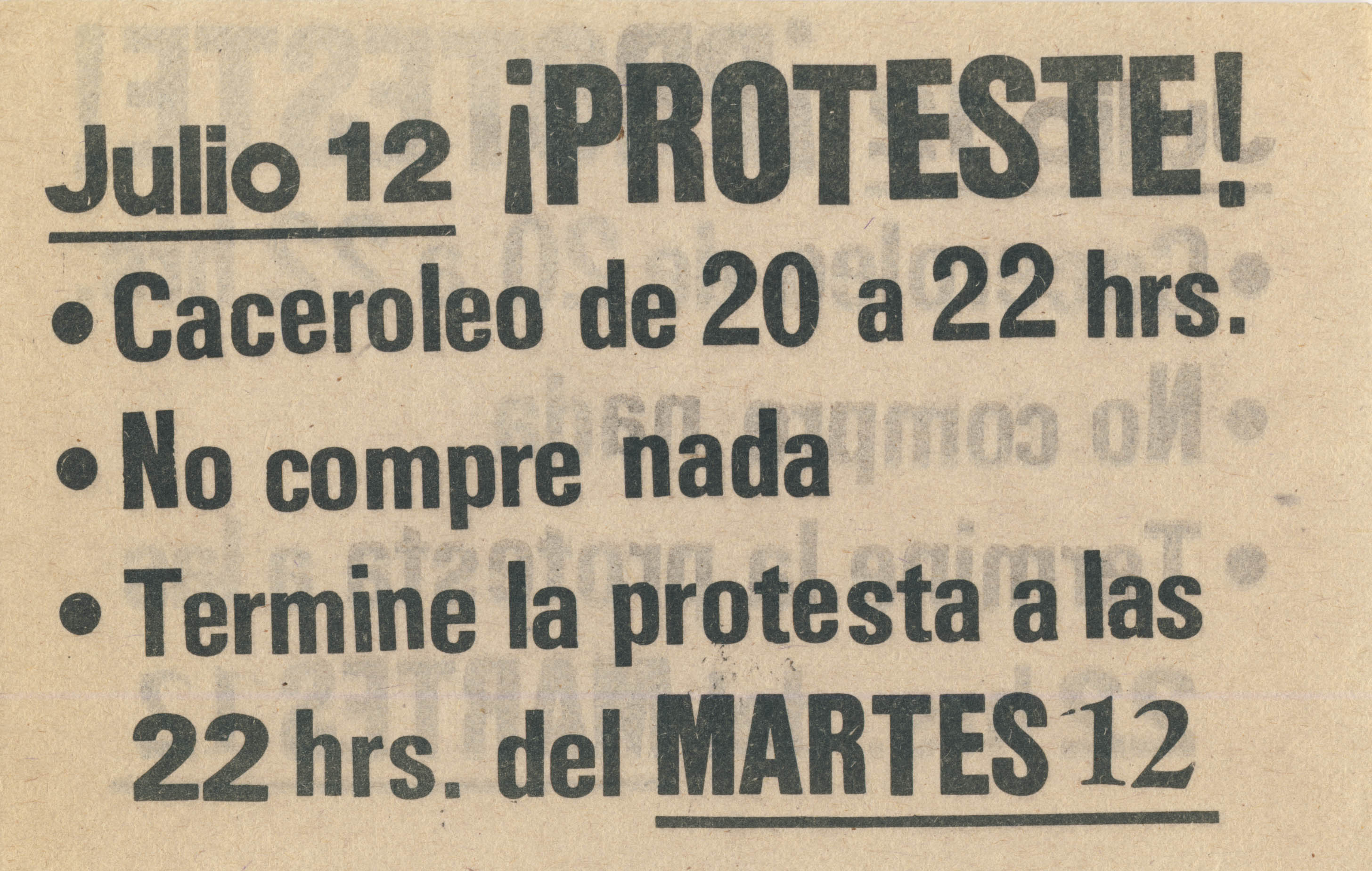
Panfleto llamando a una protesta en 1983 tras la crisis económica atribuida a la experimentación neoliberal.

Durante la dictadura militar de Augusto Pinochet en Chile, los estudiosos opositores usaron el término para describir un conjunto de reformas políticas y económicas efectuadas bajo este gobierno, usando el término de forma peyorativa. La dictadura de Pinochet contó con la asesoría directa de Milton Friedman y personas que habían estudiado con él en la Universidad de Chicago, razón por la que se les denominó los Chicago boys. El término «neoliberalismo» y la expresión Chicago boys acabaron difundiéndose entre los hispanohablantes.
Las reformas económicas realizadas en Chile durante la dictadura de Augusto Pinochet quien, aunque inicialmente tuvo una mirada estatista, en medio de la crisis con una inflación de aproximadamente 340 % y escasez de productos decide recibir economistas de la llamada Escuela de Chicago, quienes impulsarían y supervisarían las reformas en el plano económico; luego se conocerían como los Chicago Boys. A partir de aquí, el término empezó a adoptar connotaciones peyorativas y a ser empleado por los críticos de estas reformas y, al tiempo que el neoliberalismo se comenzó a asociar con una postura liberal moderada a una más radical que incluía la defensa a ultranza del laissez-faire.
Los defensores de estas ideas, no así de la dictadura, alegan que la mayoría de políticas económicas se conservaron en los subsiguientes gobiernos democráticos. El aumento de bienestar y disminución de la pobreza resultante de esas reformas económicas, se asocian al llamado Milagro de Chile.

### Brasil
Brasil adoptó políticas neoliberales a fines de la década de 1980, con el apoyo del partido obrero de izquierda. Por ejemplo, las tasas arancelarias se redujeron del 32 por ciento en 1990 al 14 por ciento en 1994. Durante este período, Brasil puso fin efectivamente a su política de mantener una economía cerrada centrada en la industrialización por sustitución de importaciones en favor de un sistema económico más abierto con un grado mucho mayor de privatización. Las reformas del mercado y las reformas comerciales dieron como resultado en última instancia la estabilidad de precios y una entrada más rápida de capital, pero tuvieron poco efecto sobre la desigualdad de ingresos y la pobreza. En consecuencia, las protestas masivas continuaron durante el período.

### Honduras
Las políticas neoliberales en Honduras empezaron a ser adoptadas a inicios de los años 80 tras la enorme influencia norteamericana gracias a la intervención de los Estados Unidos en el país autorizada por el presidente Ronald Reagan para evitar la propagación del comunismo en Centroamérica, ya que El Salvador, Guatemala, y Nicaragua estaban experimentando guerras civiles. Pero el neoliberalismo no terminaría de implementarse de manera completa hasta la presidencia de Rafael Leonardo Callejas donde se vio una privatización masiva de las empresas hondureñas. En la actualidad muchos culpan a este modelo económico de mantener a Honduras en un estado de pobreza e inequidad social, visto que el país se encuentra en los más pobres de toda América Latina.

### Colombia
En Colombia el neoliberalismo comenzó su camino a inicios de la década de 1990, en el mandato de César Gaviria Trujillo y su "Apertura Económica". Si bien en el gobierno anterior habían empezado las reformas para el libre mercado, Gaviria aceleró de manera brusca esta política provocando la entrada al país de empresas extranjeras sin control, lo que originó la quiebra de muchas industrias locales que no estaban preparadas para este fenómeno económico y otras, sobre todo del estado, a ser vendidas por ser incapaces de competir con la industria extranjera, aunque otras empresas locales salieron beneficiadas. El daño provocado por las políticas neoliberales en Colombia se vio reflejado con el aumento desproporcionado del desempleo en el país, a causa del cierre de las empresas nacionales que no sobrevivieron a la Apertura Económica, problema que se ha extendido hasta las primeras décadas del siglo XXI, siendo una las principales consecuencias de este fenómeno económico, además del aumento de la pobreza, la desigualdad y la corrupción.
Los mandatarios posteriores continuaron la política aperturista, lo que dio lugar a que el conflicto armado interno, iniciado a comienzos de los años 60, se revitalizara encontrando en el neoliberalismo un nuevo enemigo a combatir por parte de los grupos insurgentes, agravado por los cárteles del narcotráfico que ya venían siendo un problema en el país, y quienes aprovecharon el fenómeno económico para traficar cocaína, escondiéndola en contenedores con mercancías al extranjero.

### Perú
Un indicio de la aplicación del sistema neoliberal en Perú ocurrió a mediados del siglo XX con el economista Pedro Beltrán, quien fue ministro de Hacienda en el segundo gobierno de Manuel Prado. El ministerio de Beltrán propuso iniciar una política de ajuste para ordenar las finanzas y estabilizar la moneda luego del populismo económico que había desatado la dictadura militar del general Manuel A. Odría y que no habían podido corregir los tres primeros ministros de Hacienda de Prado; el alza del costo de vida producto del populismo y los controles de precios. En una arriesgada maniobra, Beltrán recurrió a un préstamo del Banco Central de Reserva (BCR) para inyectar circulante y logró un préstamo del Fondo Monetario Internacional para restablecer las reservas internacionales. Asimismo, recortó el gasto público, eliminó los subsidios a los productos de primera necesidad (combustibles, transporte y carne), elevó el precio de la gasolina, congeló los salarios y desapareció el control de cambios. En un primer momento, su política benefició sustancialmente al sector exportador, con la devaluación de la moneda nacional. Sin embargo, con la recesión generada, empezaron las huelgas y las críticas desde el sector nacionalista, debido a la subida del precio de la gasolina.
En los años 1970, el Estado volvió a una tendencia estatista, y la década siguiente, el país atravesó en la hiperinflación, la escasez de alimentos y emigración masiva de los peruanos a otros países. Además, surgieron enfrentamientos contra Sendero Luminoso. El presidente Francisco Morales puso en marcha el Plan Túpac Amaru, que marcó un hito al fomentar la pluralidad del empresariado. Su sucesor, el presidente Fernando Belaúnde, puso en marcha un nuevo proyecto de economía neoliberal que fracasó en el intento. Años después, Alan García, optó por restablecer prácticas estatistas, como la estatización de la banca. Estas prácticas alejaron al Perú de los mercados internacionales y, en consecuencia, redujeron la inversión extranjera en el país. Se creía que los militares habían planificado extraoficialmente el Plan Verde, que no solo tenía como objetivo derrocar el gobierno de García, sino también implementar definitivamente una economía neoliberal.
En 1990, llegó al poder Alberto Fujimori, una figura desconocida que adoptó políticas neoliberales más agresivas que las de su entonces rival Mario Vargas Llosa, poniendo en práctica algunos de los objetivos del Plan Verde. Para ello, aplicó algunas medidas como la privatización de servicios, la eliminación del déficit fiscal y la desregulación del mercado. Se crearon organismos estatales que solo vigilaban el desempeño de los servicios básicos por parte de las empresas y, además, se estableció la flexibilización laboral, lo que debilitó al sindicalismo. El país dependía del sector extractivo y de la exportación de bienes.
En simultáneo, el economista Hernando de Soto (responsable de transmitir la ideología neoliberal a los empresarios) pidió un choque económico para el país, que se conoció como el Fujishock. Los resultados del «shock» fueron controvertidos; mientras Perú buscaba entrar en una economía estable con la ansiada eliminación del control de precios y el cambio de moneda al nuevo sol peruano, las políticas del economista provocaron el sufrimiento inmediato de los peruanos pobres, que vieron cómo los precios no regulados aumentaban rápidamente; muchos ya no podían comprar alimentos. Incluso, el Estado redujo los derechos sociales de las personas, lo que infiere que las mujeres tuvieron que someterse a prácticas de planificación familiar cuestionadas, como la esterilización sin consentimiento informado, bajo coacción, a cambio de alimentos o de atención médica gratuita. Para más complicación, el Perú se enfrentó a la crisis asiática.
La corriente neoliberal continuó durante los siguientes años gracias a un tratado entre figuras políticas y empresariales. La élite económica estuvo en contacto directo con las autoridades centrales para tomar decisiones; algunos autores incluso sugirieron que estos grupos ocuparon la mayor parte del control político del país, un tema que ha sido objeto de debate. Con el debilitamiento gradual del Consenso de Washington a lo largo de la década del 2000, surgió de manera extraoficial el Consenso de Lima. El politólogo Steven Levitsky, creador del término, afirmó que ese nuevo acuerdo no representa a la mayoría de los peruanos, sino de los economistas de derecha. Aunque las estadísticas económicas muestran una mejora en los datos económicos del Perú en las últimas décadas, la riqueza obtenida entre 1990 y 2020 no se distribuyó en todo el país; los niveles de vida mostraron disparidades entre la ciudad capital, Lima, más desarrollada, y regiones costeras similares, mientras que las provincias rurales siguieron empobrecidas. En 2023, Perú volvió a enfrentarse a una nueva crisis económica similar a la ocurrida a finales de la década de 1990.

### Venezuela
El segundo gobierno de Carlos Andrés Pérez (1989-1993), a pesar de llegar al poder con un discurso antineoliberal, aplicó un paquete de medidas neoliberales. El segundo gobierno de Rafael Caldera (1994-1999) también fue de corte neoliberal, impulsando políticas como la llamada «apertura petrolera».